# Cobie Smulders

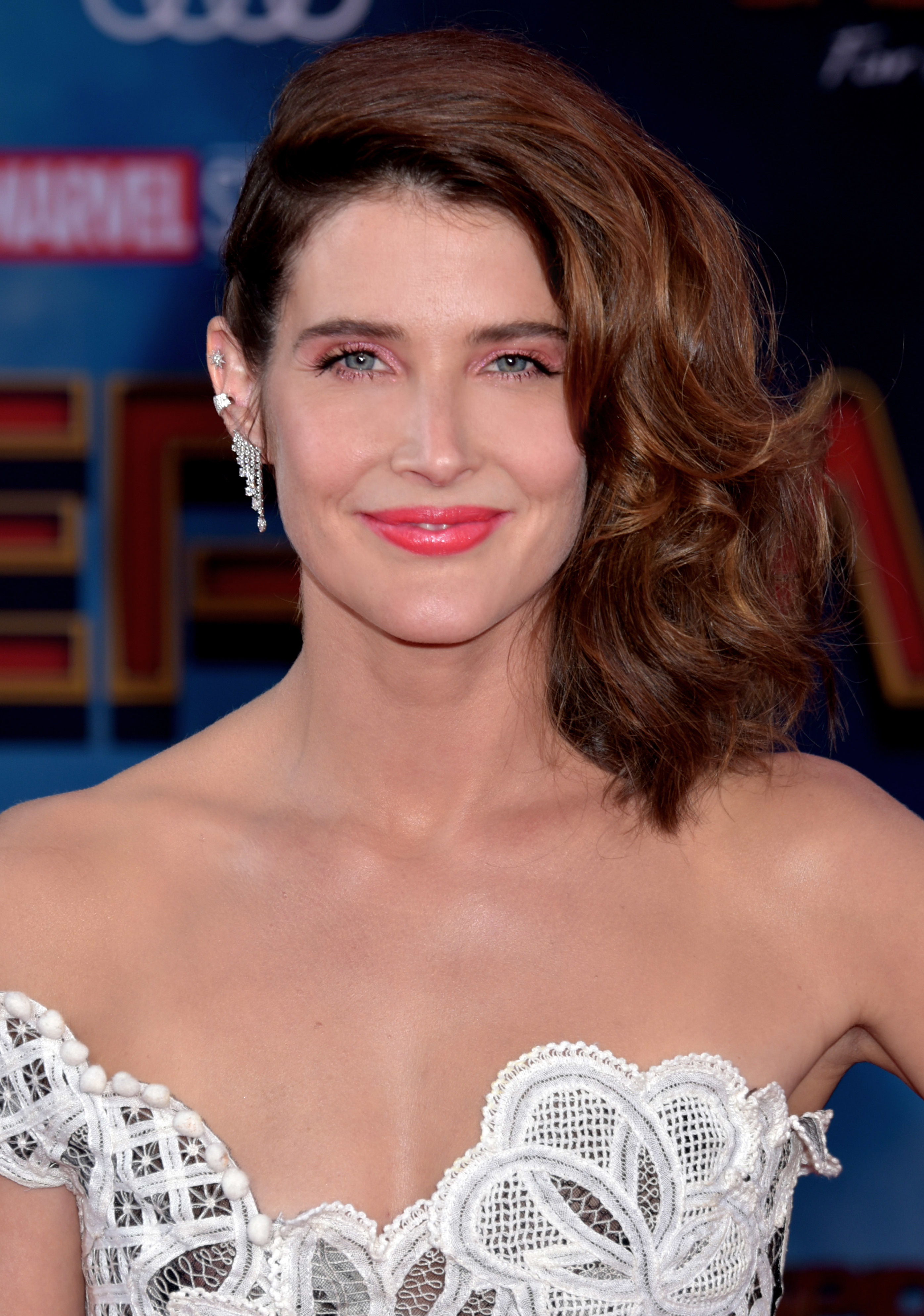
Cobie Smulders nel 2019

Cobie Smulders, pseudonimo di Jacoba Francisca Maria Smulders (Vancouver, 3 aprile 1982), è un'attrice e modella canadese.

## Biografia
Nata da padre olandese e madre britannica, il soprannome Cobie è il diminutivo di Jacoba, preso dalla pro-zia. Ai tempi delle scuole superiori si interessa alla recitazione, recitando in alcune produzioni scolastiche. Finisce la scuola nel 2000, ricevendo il premio prestigioso Most Respected. Dopo essere stata scoperta in età adolescenziale da una agenzia di moda, inizia a sfilare in tutto il mondo.
Ottiene il suo primo ruolo di rilievo prendendo parte al cast della serie ABC Veritas: The Quest, dove interpreta Juliet Droil; tuttavia, la serie viene cancellata dopo una sola stagione. Ha partecipato a diverse serie televisive quali Tru Calling, Smallville e Andromeda. Successivamente diventa famosa per l'interpretazione di Robin Scherbatsky nella sitcom How I Met Your Mother, ricoprendo la parte dal 2005 fino al 2014. Ha interpretato Maria Hill nel Marvel Cinematic Universe in The Avengers, uscito nel 2012, ruolo ricoperto poi anche nelle serie televisive Agents of S.H.I.E.L.D. e   Secret Invasion e nei film Captain America: The Winter Soldier (2014), Avengers: Age of Ultron (2015), Avengers: Infinity War (2018), Avengers: Endgame (2019) e Spider-Man: Far from Home (2019).
Nel 2013 ha preso parte a Vicino a te non ho paura, un film di Lasse Hallström; inoltre nel 2016 ha recitato al fianco di Tom Cruise in Jack Reacher - Punto di non ritorno.
Nel 2017 è nel cast della serie Netflix Una serie di sfortunati eventi. Sempre nello stesso anno recita la parte di Lisa Turner nella serie Compagni di università.

## Vita privata
L'8 settembre 2012 ha sposato l'attore Taran Killam in California. La coppia aveva già avuto una figlia, Shaelyn Cado, nata il 14 maggio 2009 e ne ha poi avuta un'altra, Joelle, il 4 gennaio 2015.

## Filmografia

### Attrice

#### Cinema

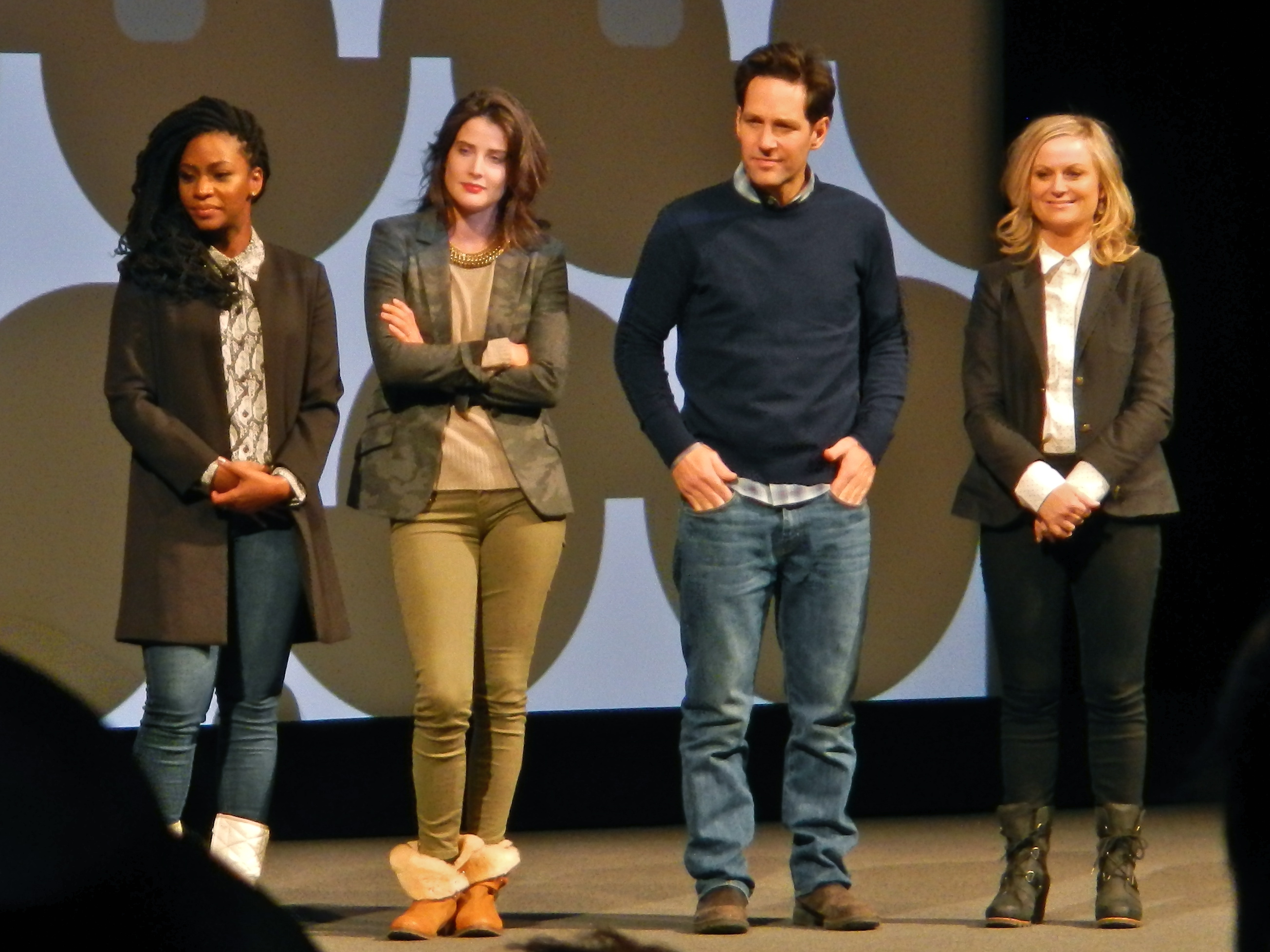
Teyonah Parris, Cobie Smulders, Paul Rudd e Amy Poehler al Sundance Film Festival nel 2014

- A testa alta (Walking Tall), regia di Kevin Bray (2004)
- Ill Fated, regia di Mark A. Lewis (2004)
- Un lungo weekend (The Long Weekend), regia di Pat Holden (2005)
- The Slammin' Salmon, regia di Kevin Heffernan (2009)
- The Avengers, regia di Joss Whedon (2012)
- Grassroots, regia di Stephen Gyllenhaal (2012)
- Vicino a te non ho paura (Safe Heaven), regia di Lasse Hallström (2013)
- Delivery Man, regia di Ken Scott (2013)
- Captain America: The Winter Soldier, regia di Anthony e Joe Russo (2014)
- Avengers: Age of Ultron, regia di Joss Whedon (2015)
- Unexpected, regia di Kris Swanberg (2015)
- Results, regia di Andrew Bujalski (2015)
- Jack Reacher - Punto di non ritorno (Jack Reacher: Never Go Back), regia di Edward Zwick (2016)
- The Intervention, regia di Clea DuVall (2016)
- Literally, Right Before Aaron, regia di Ryan Eggold (2017)
- Killing Gunther, regia di Taran Killam (2017)
- Avengers: Infinity War, regia di Anthony e Joe Russo (2018)
- Songbird, regia di Jamie Adams (2018)
- Avengers: Endgame, regia di Anthony e Joe Russo (2019) – cameo
- Spider-Man: Far from Home, regia di Jon Watts (2019)
- Cicada, regia di Kieran Mulcare e Matthew Fifer (2020)
- Sharp corner, regia di Jason Buxton (2024)

#### Televisione

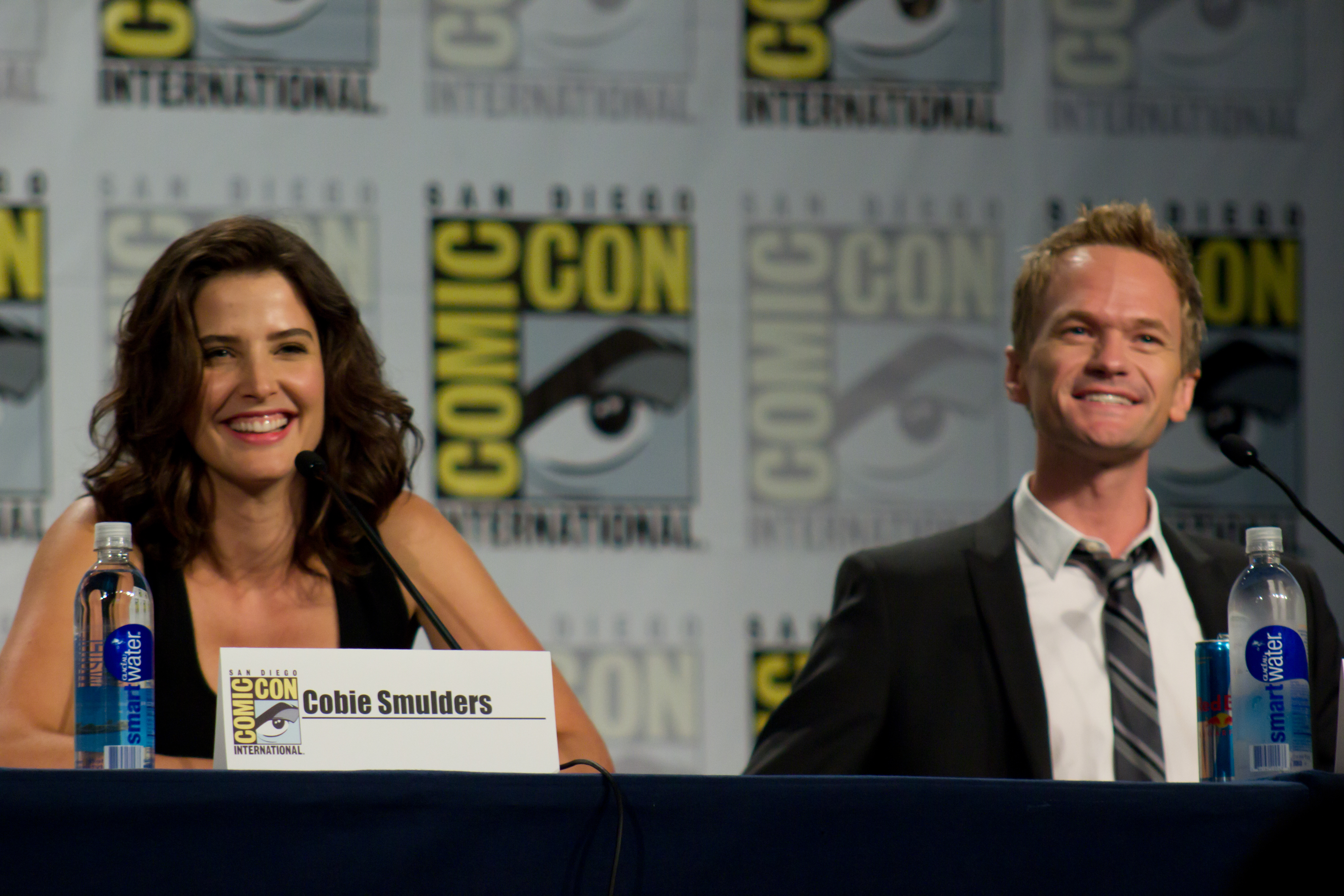
Cobie Smulders e Neil Patrick Harris nel 2013

- Special Unit 2 – serie TV, episodio 2x13 (2002)
- Jeremiah – serie TV, episodio 1x11 (2002)
- Tru Calling – serie TV, episodio 1x03 (2003)
- Veritas: The Quest – serie TV, 13 episodi (2003-2004)
- Smallville – serie TV, episodio 4x09 (2004)
- Andromeda – serie TV, episodi 5x21-5x22 (2005)
- The L Word – serie TV, 4 episodi (2005)
- How I Met Your Mother – serie TV, 208 episodi (2005-2014)
- How to Make It in America – serie TV, episodio 1x01 (2010)
- Agents of S.H.I.E.L.D. – serie TV, episodi 1x01-1x20-2x19 (2013-2015)
- Una serie di sfortunati eventi (A Series of Unfortunate Events) – serie TV, 8 episodi (2017)
- Compagni di università (Friends from College) – serie TV, 16 episodi (2017-2019)
- Arrested Development – serie TV, 3 episodi (2019)
- Stumptown – serie TV, 18 episodi (2019-2020)
- Room 104 - serie TV, episodio 3x12 (2019)
- American Crime Story – serie TV, 5 episodi (2021)
- How I Met Your Father – serie TV, episodio 1×10 (2022)
- Secret Invasion – miniserie TV, episodi 1x01-1x02 (2023)

#### Cortometraggi
- Candy from Strangers, regia di Eric Johnson (2001)
- Escape, regia di Josh C. Waller (2006)
- Dr. Miracles, regia di Randall Park (2006)
- The Storm Awaits, regia di Peter Castagnetti (2007)

### Doppiatrice
- The LEGO Movie, regia di Phil Lord e Christopher Miller (2014)
- The LEGO Movie 2 - Una nuova avventura (The Lego Movie 2: The Second Part), regia di Mike Mitchell (2019)
- I Simpson (The Simpsons) – serie animata, episodio 31x14 (2020)
- What If...? – serie animata (2021)
- Moon Girl e Devil Dinosaur (Moon Girl and Devil Dinosaur) - serie animata, episodio 1x15 (2023)

## Doppiatrici italiane
Nelle versioni in italiano delle opere in cui ha recitato, Cobie Smulders è stata doppiata da:
- Federica De Bortoli in Tru Calling, The Avengers, Agents of S.H.I.E.L.D., Captain America: The Winter Soldier, Avengers: Age of Ultron, Jack Reacher - Punto di non ritorno, Avengers: Infinity War, Avengers: Endgame[3], Spider-Man: Far from Home, Stumptown, Secret Invasion
- Barbara De Bortoli in The L Word, Delivery Man
- Greta Bonetti in Veritas: The Quest
- Laura Lenghi in Smallville
- Sonia Mazza in How I Met Your Mother
- Francesca Manicone in Vicino a te non ho paura
- Irene Di Valmo in Una serie di sfortunati eventi
- Eleonora Reti in They Came Together
- Giorgia Brasini in Compagni di università
- Giulia Santilli in American Crime Story
- Angela Brusa in How I Met Your Father

Da doppiatrice è sostituita da:
- Federica De Bortoli in What If...?, Moon Girl e Devil Dinosaur
- Emanuela D'Amico in The LEGO Movie, The LEGO Movie 2 - Una nuova avventura